# World Team Challenge 2005
Die 4. World Team Challenge 2005 (offiziell: VELTINS-Biathlon-WTC 05) war ein Biathlonwettbewerb, der am 30. Dezember 2005 in der Veltins-Arena in Gelsenkirchen stattfand.
Es gewann das norwegische Team Ole Einar Bjørndalen und Linda Tjørhom. Bereits zum dritten Mal konnte Titelverteidiger Norwegen das Event gewinnen und es war auch der dritte Sieg von Bjørndalen, jeweils mit anderer Partnerin.

## Teilnehmer
Es nahmen insgesamt 12 Teams aus sieben Nationen teil. Die Ukraine und China gaben ihr Debüt. Die meisten Teams stellte das deutsche Team mit insgesamt fünf Mannschaften.

## Ergebnisse
| Platz | Name                                    | Land                | Zeit (min) |
| ----- | --------------------------------------- | ------------------- | ---------- |
| 1     | Ole Einar Bjørndalen und Linda Tjørhom  | Norwegen            | 58:21,7    |
| 2     | Sergei Roschkow und Olga Saizewa        | Russland            | +0:26,8    |
| 3     | Vincent Defrasne und Sandrine Bailly    | Frankreich          | +1:13,8    |
| 4     | Michael Greis und Kati Wilhelm          | Deutschland         | +1:48,0    |
| 5     | Andreas Birnbacher und Simone Denkinger | Deutschland         | +2:21,6    |
| 6     | Michael Rösch und Katja Beer            | Deutschland         | +2:38,7    |
| 7     | Andrij Derysemlja und Olena Petrowa     | Ukraine             | +2:45,9    |
| 8     | Stian Eckhoff und Anne Ingstadbjørg     | Norwegen            | +2:58,8    |
| 9     | Zhang Chengye und Liu Xianying          | Volksrepublik China | +3:20,4    |
| 10    | Roman Dostál und Kateřina Holubcová     | Tschechien          | +3:32,7    |
| 11    | Daniel Graf und Katrin Apel             | Deutschland         | +4:24,5    |
| 12    | Christoph Knie und Ute Niziak           | Deutschland         | überrundet |